# Élection présidentielle américaine de 1960
L'élection présidentielle américaine de 1960 est la quarante-quatrième élection présidentielle depuis l'adoption de la Constitution américaine en 1787. Elle se déroule le mardi 8 novembre 1960.
John Fitzgerald Kennedy, le premier catholique à avoir été élu à la présidence, l'a emporté avec une faible avance de 112 827 voix (soit 0,17 %) sur son adversaire Richard Nixon, soit le plus faible des écarts dans le vote populaire depuis 1900 et même depuis 1880, selon la Revue française de science politique
C'est la première fois qu'un candidat perd l'élection générale tout en ayant remporté la majorité des États, Nixon en ayant gagné 26 contre 23 à Kennedy. Nixon avait pour lui l'expérience acquise par huit années de mandat à la vice-présidence face à la jeunesse et l'inexpérience de Kennedy. Avec une campagne bien organisée et bien financée, il s'est appuyé efficacement sur son colistier pour tenir les États du Sud.
C'est la première fois dans l'histoire des Etats-Unis que les candidats des deux grands partis, Kennedy et Nixon, tous deux des politiciens expérimentés et habiles, mais aussi des "orateurs extrêmement aptes à improviser" sont invités quatre « grands débats » en face à face, le 26 septembre puis les 7, 13 et 21 octobre, sur les réseaux nationaux de télévision et de radio, qui déclenche un "intérêt sans précédent du public" avec 64 millions de téléspectateurs pour le premier.

## Primaires du Parti démocrate

### Course aux primaires
Les Primaires se déroulèrent du 8 mars au 7 juin 1960.
La défaite du candidat démocrate catholique Al Smith à l'élection présidentielle de 1928 avait montré le préjugé anti-catholique de l'électorat. Certains doutaient des chances de Kennedy, lui aussi catholique, de remporter l'investiture et les élections de novembre.
Kennedy se présenta à la primaire du Wisconsin défiant le sénateur du Minnesota Hubert Humphrey, État voisin du Wisconsin. Kennedy emporta la victoire venue principalement des zones fortement catholiques, mais avec un écart plus faible que celui prévu dans les sondages. Dans le Wisconsin le vote est ouvert (tous les électeurs y participent) et certains observateurs avancèrent que les républicains catholiques avaient pu soutenir leur coreligionnaire. La primaire de la Virginie Occidentale, État protestant à 95 % promettait d'être décisive. Kennedy l'emporta avec plus de 60 % des voix sur Humphrey prouvant qu'un catholique pouvait l'emporter dans n'importe quel État.
Bien que Kennedy ait remporté les primaires, son principal adversaire, était Lyndon B. Johnson sénateur du Texas, qui n'avait pas participé aux primaires (lesquelles n'étaient pas organisées dans tous les états et ne pesaient que pour 40% du total des délégués à la Convention démocrate), mais avait une base très solide dans l'establishment du Parti. Il pouvait donc compter sur de nombreux délégués notamment dans les États du Sud.

### Convention démocrate
Elle s'est tenue du 11 au 15 juillet 1960 à l'hôtel Biltmore de Los Angeles.
Les principaux candidats à l'investiture outre John Kennedy étaient :
- Lyndon B. Johnson
- Hubert Humphrey
- Stuart Symington dont la candidature était soutenue par l'ancien président Truman
- Adlai Stevenson libéral et candidat malheureux du Parti en 1952 et 1956.

Kennedy a remporté l'investiture au premier tour :
|           | Nombre de voix | Pourcentage |
| --------- | -------------- | ----------- |
| Kennedy   | 806            | 52,89       |
| Johnson   | 409            | 26,84       |
| Symington | 86             | 5,64        |
| Stevenson | 79             | 5,25        |
| Meyner    | 43             | 2,82        |
| Humphrey  | 41             | 2,76        |
| Smathers  | 30             | 1,97        |
| Barnett   | 23             | 1,51        |

### Choix du colistier comme vice-président
Après sa nomination, Kennedy demande à Johnson d'être son colistier, demande qui surprend nombre de délégués à la Convention.
Certains historiens supposent que Kennedy désirait un autre choix comme les sénateurs Stuart Symington ou Henry M. Jackson, et qu'il offrit le ticket à Johnson seulement par courtoisie envers le puissant chef de la majorité au Sénat. Selon cette hypothèse, Kennedy aurait été surpris de l'acceptation de Johnson et Robert Francis Kennedy aurait rencontré Johnson dans sa chambre d'hôtel pour le dissuader. Johnson aurait été offensé par la démarche et aurait immédiatement confirmé sa candidature à Kennedy qui l'aurait agréée. L'inimitié entre Robert Kennedy et Johnson sera dès lors constante.

## Primaires du Parti républicain

### Course aux primaires
Le vice-président sortant Richard Nixon avait un candidat sérieux en la personne de Nelson Rockefeller le gouverneur de New York, chef de file de l'aile libérale du Parti républicain. Cependant ce dernier renonça à être candidat après une tournée nationale lui révélant que la grande majorité des républicains étaient en faveur de Nixon.
Nixon n'a alors aucune opposition significative à l'investiture républicaine. À la Convention nationale républicaine qui a lieu à Chicago du 25 au 28 juillet 1960, le conservateur Barry Goldwater, sénateur de l'Arizona, déclare se retirer de la course à l'investiture et appelle ses soutiens à se regrouper autour de Nixon. Nixon obtient 1 321 voix, 10 votes s'égarant sur le nom de Goldwater.

### Choix du colistier comme vice-président
Nixon avait pressenti vainement Rockefeller comme candidat à la vice-présidence. Nixon choisit en définitive comme colistier Cabot Lodge, ancien sénateur du Massachusetts et ambassadeur aux Nations unies. Ce choix pouvait être questionné sur le plan électoral, étant donné que Cabot Lodge était originaire du même état que le candidat démocrate et que Kennedy l'avait, par ailleurs, battu lors des élections au Sénat des Etats-Unis de 1952.

## Situation dans le Sud
Les positions de Kennedy et Nixon en faveur des droits civiques indisposèrent les électeurs des États du Sud. Le Mississippi et l'Alabama envoyèrent au Collège électoral des grands électeurs non engagés. Finalement, ils votèrent pour le ticket représenté par deux sénateurs démocrates ségrégationnistes, Harry F. Byrd de la Virginie, et Strom Thurmond de la Caroline du Sud.
Un grand électeur républicain de l'Oklahoma, Henry D. Irwin (en), vota également pour Byrd pour président et pour Barry Goldwater comme son vice-président, après avoir tenté de se mettre d'accord avec des républicains et des démocrates conservateurs pour empêcher l’élection de Kennedy et de Nixon, qu'il trouvait tous deux trop à gauche.

## Élection présidentielle

### Campagne

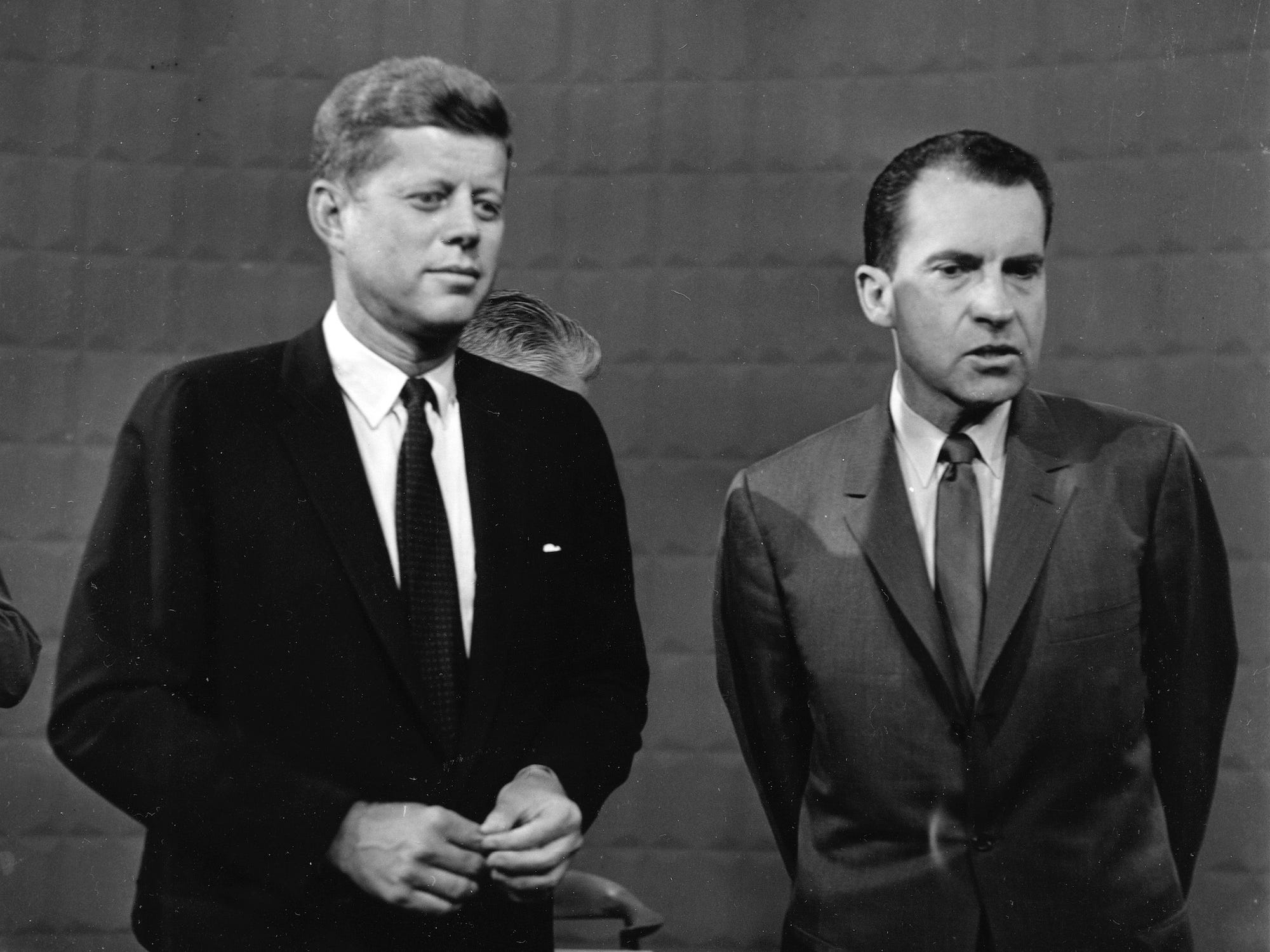
Kennedy et Nixon lors du débat du 26 septembre 1960 à Chicago.

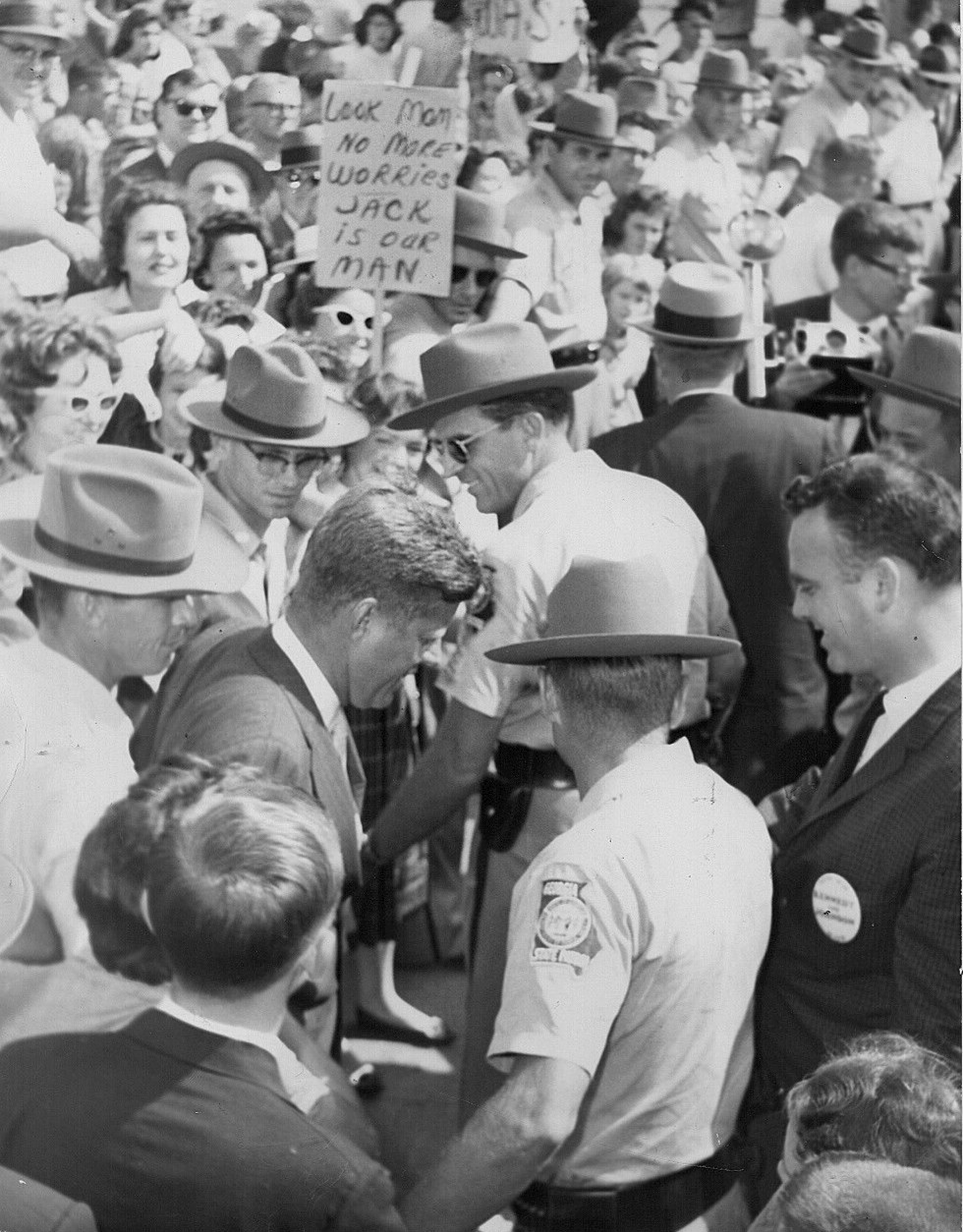
Kennedy en campagne à LaGrange en Géorgie, en octobre 1960.

Début août, les sondages donnaient une légère avance à Nixon. Mais celui-ci joua de malchance, d'abord avec une blessure au genou, le 19 août à Greensboro, dont l'infection consécutive le conduit à interrompre la campagne pendant 15 jours ; puis à la suite d'une maladresse du président Dwight D. Eisenhower mettant en porte-à-faux son vice-président. En effet, le 24 août, celui-ci fut interrogé par un journaliste du Time Magazine, lui demandant de citer un exemple d'idée qui lui aurait été suggérée par Nixon. Einsenhower se borna à répondre "Si vous me laisser une semaine, je pourrai vous en donner une. Mais là, je ne m'en souviens pas ...". Mais le candidat républicain commit également des erreurs de stratégie manifestes, par exemple en prenant l'engagement de visiter chacun des 50 états américains durant la campagne, au lieu de se concentrer sur les swing states. Il pâtit également de ses relations historiquement désastreuses avec la presse.
Parallèlement, Kennedy bénéficia d'un staff de combat parfaitement organisé. Le choix de Johnson comme colistier s'avèra payant grâce à la vigoureuse campagne de ce dernier dans les États du Sud.
En 1960, la CIA diffusa auprès de quelques journalistes des « documents confidentiels » démontrant que l'URSS était en passe de remporter la course aux armements. Immédiatement, les grands médias commencèrent à faire pression sur les candidats à la présidence et à réclamer une substantielle augmentation des crédits de la défense. John Kennedy promit de consacrer des milliards de dollars à la relance du programme de construction de missiles balistiques de croisière, ce que souhaitaient la CIA et le complexe militaro-industriel.

#### Débats télévisés

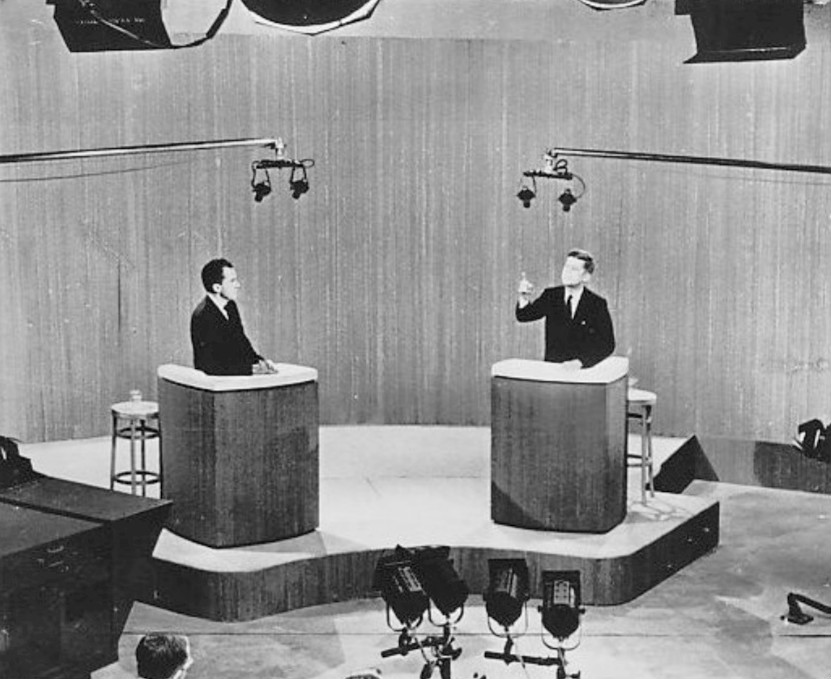
Débat télévisé entre Nixon et Kennedy le 21 octobre 1960 à New York.

Voir article détaillé: Débats présidentiels des États-Unis de 1960
Pour la première fois les deux candidats s'affrontent au cours d'une série de débats télévisés : le 26 septembre à Chicago ; le 7 octobre Washington ; le 13 octobre en duplex à Los Angeles et New York ; et le 21 octobre à New York. Kennedy, mieux préparé et plus à l'aise devant les caméras en sort vainqueur notamment au cours du premier débat le plus regardé (70 millions de téléspectateurs). John Fitzgerald Kennedy, avec une apparence soignée, un teint hâlé, un air reposé et un visage maquillé, a dominé le débat contre un Richard Nixon mal rasé, le front dégoulinant de sueur, qui avait refusé de se faire maquiller par la maquilleuse de la station de télévision CBS. Kennedy arrive ainsi à inverser la tendance. Il a notamment été conseillé pour ces débats par le cinéaste Arthur Penn qui lui a conseillé de regarder droit dans l'objectif de la caméra et de privilégier les réponses concises, ce qui lui a permis d'avoir l'air plus calme et digne de confiance que son adversaire pourtant plus expérimenté.

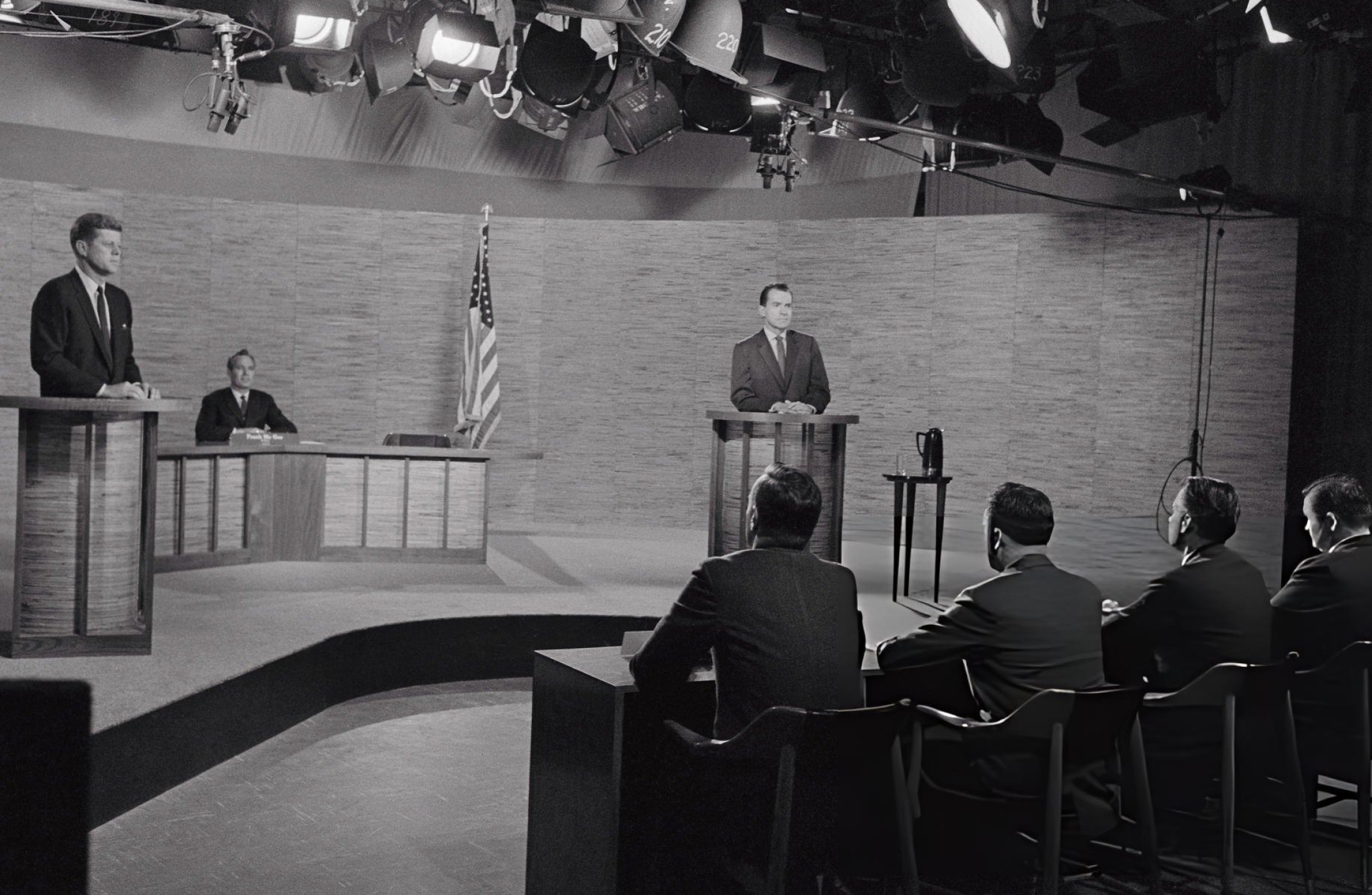
Deuxième des quatre débats qui ont eu lieu à Washington, DC le 7 octobre 1960.

Kennedy résume son programme par l'expression Nouvelle Frontière. Cette évocation à La Frontière a une résonance particulière dans l'imaginaire des Américains. C'est la ligne de colonisation de l'Ouest et Kennedy invite ses concitoyens à être de nouveaux pionniers.
En pleine guerre froide la politique extérieure permet aux candidats de se différencier. Si Nixon avec une certaine prudence se doit d'être solidaire du mandat précédent, Kennedy dénonce le missile gap, c'est-à-dire le prétendu retard sur les soviétiques dans le domaine des armements qu'Eisenhower aurait laissé creuser. Du coup ce dernier, toujours très populaire, apporte un soutien plus actif en fin de campagne à Nixon, rétablissant l'équilibre des candidats dans les sondages.

### Influence de la mafia
Le journaliste Seymour Hersh a avancé, dans son livre La face cachée du clan Kennedy (en fr. 1998), que la victoire de Kennedy était redevable de l'aide apportée par la mafia pour obtenir la majorité notamment dans l'Illinois,. Battu au début du dépouillement, Nixon a amorcée "sa remontée d'heure en heure et d'État en État" dans l'espoir que la tendance se "renverse lentement".

### Modernité de la campagne
La campagne présidentielle démocrate de 1960 est connue pour avoir « réinventé l'art électoral, privilégié l'image, minoré le contenu ».

## Résultats
| Inscrits                 | Inscrits                 | Inscrits                 | 109 672 000 |             |  |  |
| Abstentions              | Abstentions              | Abstentions              | 40 833 796  | 37,23 %     |  |  |
| Votants                  | Votants                  | Votants                  | 68 838 204  | 62,77 %     |  |  |
|                          |                          |                          |             |             |  |  |
| Bulletins enregistrés    | Bulletins enregistrés    | Bulletins enregistrés    | 68 838 204  |             |  |  |
| Bulletins blancs ou nuls | Bulletins blancs ou nuls | Bulletins blancs ou nuls | 5 722       | 0,01 %      |  |  |
| Suffrages exprimés       | Suffrages exprimés       | Suffrages exprimés       | 68 832 482  | 99,99 %     |  |  |
|                          |                          |                          |             |             |  |  |
|                          | Candidat                 | Parti                    | Suffrages   | Pourcentage |  |  |
|                          | John Fitzgerald Kennedy  | Parti démocrate          | 34 220 984  | 49,72 %     |  |  |
|                          | Richard Nixon            | Parti républicain        | 34 108 157  | 49,55 %     |  |  |
|                          | Autres candidats         | -                        | 503 341     | 0,73 %      |  |  |

| Inscrits                 | Inscrits                 | Inscrits                 | 537       |             |  |  |
| Abstentions              | Abstentions              | Abstentions              | 0         | 0 %         |  |  |
| Votants                  | Votants                  | Votants                  | 537       | 100 %       |  |  |
|                          |                          |                          |           |             |  |  |
| Bulletins enregistrés    | Bulletins enregistrés    | Bulletins enregistrés    | 537       |             |  |  |
| Bulletins blancs ou nuls | Bulletins blancs ou nuls | Bulletins blancs ou nuls | 0         | 0 %         |  |  |
| Suffrages exprimés       | Suffrages exprimés       | Suffrages exprimés       | 537       | 100 %       |  |  |
|                          |                          |                          |           |             |  |  |
|                          | Candidat                 | Parti                    | Suffrages | Pourcentage |  |  |
|                          | John Fitzgerald Kennedy  | Parti démocrate          | 303       | 56,42 %     |  |  |
|                          | Richard Nixon            | Parti républicain        | 219       | 40,78 %     |  |  |
|                          | Harry F. Byrd            | Dixiecrat                | 15        | 2,79 %      |  |  |

Il semble que le premier président catholique des États-Unis n'ait pas pâti de son appartenance religieuse. Il obtient en moyenne 80 % des votes catholiques sans effritement trop sensible du vote protestant (entre 38 % et 46 % selon les États). Il obtient également une forte majorité auprès des minorités : 75 à 80 % du vote Juif ; 61 à 68 % du vote Noir.

## Dans la culture populaire
- La bande dessinée uchronique Qui a tué le Président ? (2011) rend compte des conséquences qu’aurait pu avoir la victoire de Richard Nixon sur John Kennedy lors de cette élection.

## Filmographie
- Primary (1960), film documentaire réalisé par Robert Drew à propos des élections primaires du Parti démocrate entre John Fitzgerald Kennedy et Hubert Humphrey.